# Élections européennes de 1996 en Autriche
Les élections européennes en Autriche de 1996 ont été les premières élections au Parlement européen organisées dans le pays, à la suite de son adhésion à l'UE au 1er janvier 1995. Elles ont eu lieu le 13 octobre 1996, afin d'élire les 21 députés européens représentant les Autrichiens.

## Résultats
| Parti          | Parti                                    | Voix      | %       | Sièges |
| -------------- | ---------------------------------------- | --------- | ------- | ------ |
|                | Parti populaire (ÖVP)                    | 1 124 921 | 29,65   | 7      |
|                | Parti social-démocrate (SPÖ)             | 1 105 910 | 29,15   | 6      |
|                | Parti de la liberté (FPÖ)                | 1 044 604 | 27,53   | 6      |
|                | Les Verts - L'Alternative verte (Grünen) | 258 250   | 6,81    | 1      |
|                | Forum libéral (LIF)                      | 161 583   | 4,26    | 1      |
|                | Autres                                   | 98 877    | 2,61    |        |
|                |                                          |           |         |        |
| Total          | Total                                    | 3 794 145 | 100 %   | 21     |
| Blancs et nuls | Blancs et nuls                           | 134 393   |         |        |
| Votants        | Votants                                  | 3 928 538 | 67,73 % |        |
| Inscrits       | Inscrits                                 | 5 800 377 |         |        |